# 深川神明宮
深川神明宮（ふかがわしんめいぐう）は、東京都江東区森下にある神社。

## 歴史
慶長年間（1596年 - 1615年）に創建された。当地を開拓した深川八郎右衛門が伊勢神宮より分霊を勧請し創建したという。開拓したばかりで、まだ地名がなかったため、徳川家康より八郎右衛門の姓である「深川」を地名にせよと命じられた。これが地名の深川の由来である。
当社の別当寺として泉養寺（現在は千葉県市川市に移転）が創建されている。八郎右衛門の兄の秀順が初代住職となっている。現在も市川市の泉養寺墓地には深川家の墓が残されている。明治時代の神仏分離政策により、泉養寺との関係は断たれている。

## 歩射祭
江戸時代は、的を弓で射てその年の吉兆を占う歩射祭が行われていた。

## 交通アクセス
- 森下駅より徒歩2分。